# Українська асоціація викладачів російської мови і літератури
Українська асоціація викладачів російської мови і літератури — відділення Міжнародної асоціації викладачів російської мови і літератури (МАПРЯЛ), що була створена на Засновницькій конференції в Парижі (7-9 вересня 1967 р.) за ініціативою учених низки країн як громадська неурядова організація. У 1975 році їй був наданий консультативний статус ЮНЕСКО.

## Структура
Президент - Людмила Олексіївна Кудрявцева.

### Колективні члени
- кафедра української і російської мов Національного технічного університету «Харківський політехнічний інститут»
- Київський державний університет ім. Т.Г. Шевченка
- кафедра російської філології Львівського державного університету
- Запорізький державний університет, кафедра російської мови, російської і зарубіжної літератури

## Акції
У 2007 Україна представила початкову доповідь про виконання Європейськой хартії регіональних мов. Українська асоціація викладачів російської мови і літератури піддала звіт різкій критиці в своїй альтернативній доповіді.